# Mauro Barni
Mauro Barni (Siena, 12 febbraio 1927 – Siena, 21 luglio 2017) è stato un politico e medico legale italiano.

## Biografia
Laureato in medicina a Siena e specializzato in medicina legale, fu rettore dell'Università di Siena dal 1970 al 1979, nonché sindaco di Siena per i socialisti dal 1979 al 1983. Professore ordinario di medicina legale ed esperto di bioetica, a lui si deve l'istituzione in Siena dell'università per stranieri, della quale fu anche il primo rettore dal 1992 al 1996.
Nel 1974 ricevette il Mangia d'oro, massima onorificenza del Comune di Siena.
È deceduto a Siena nel 2017, all'età di 90 anni.